# Ernst Schröder
Friedrich Wilhelm Karl Ernst Schröder o, simplement, Ernst Schröder (1841-1902) va ser un matemàtic i lògic alemany.

## Vida
El seu pare era el director del gymnasium (institut de secundària) de Mannheim i la seva mare era filla d'un pastor protestant de Haunsheim (Baviera). Schröder va viure dos anys de la seva infància a casa d'aquest avi, qui el va encoratjar per l'estudi. Als vuit anys ja llegia el llatí, habilitat que després va estendre al francès, anglès, italià, castellà i rus. Després de passar per diverses escoles de Mannheim, va començar els seus estudis universitaris el 1860 a la universitat de Heidelberg, on va tenir com professors Hesse (matemàtiques), Kirchhoff (física) i Bunsen (química). Només dos anys després, el 1862, va obtenir el doctorat i els dos anys següents va estar estudiant a la universitat de Königsberg amb els professors Richelot i Neumann. El 1864 va obtenir el títol de professor de secundària i se'n va anar a Zúric on va donar classes a l'Escola Cantonal i també va aprofitar per estudiar al Politècnic de Zuric. Probablement la seva afició pel muntanyisme el va portar a escollir aquesta localitat propera al Alps.
El 1868, retornat a la seva terra natal era professor al Pädagogyum de Pforzheim i, després d'una breu estança a l'exèrcit durant la guerra francoprussiana, potser per motius patriòtics o potser per altres motius, va ser nomenat el 1872 professor titular del realgymnasium de Baden-Baden. El 1874 va ser nomenat professor de l'Escola Tècnica Superior de Darmstadt i el 1876 va prendre possessió de la càtedra de matemàtiques del Institut Tecnològic de Karlsruhe, del que va ser rector el curs 1890-1891 i en el qual va romandre fins a la seva mort el 1902.
Les seves lliçons a Karlsruhe van ser sobre tot de teoria de nombres, trigonometria, anàlisi matemàtica i àlgebra. Només existeix constància d'un petit nombre de classes sobre lògica, matèria que el va fer conegut i que només un petit nombre del seus estudiants podrien seguir el seu treball.

## Obra
En l'obra de Schröder es poden distingir quatre menes de treballs: Treballs didàctics (llibres de text), treballs matemàtics, trebaññs filosòfics (o especulatius en sentit més ample) i treballs de lògica.
Els treballs de lògica de Schröder han estat considerats com la culminació i sistematització de les recerques de Boole, De Morgan, MacColl i Peirce i van tenir una influència decisiva en l'obra de Löwenheim i Skolem que marcaria el naixement de la teoria de models.
En la seva primera obra sobre el tema, Der Operationskreis Des Logikkalkuls (El circuit del càlcul lògic), publicat el 1877, presentava una revisió crítica de la lògica de classes de Boole, posant èmfasi en la idea de dualitat de les operacions suma i producte lògics, introduïda per Jevons. El fulletó, d'unes quaranta pàgines, va gaudir de cert ressò: Adamson el va glosar càlidament a la revista Mind, Venn el va lloar en un llibre de text, Peirce el va utilitzar en les seves classes, Ladd-Franklin en va estar fortament influenciada. El propi Edmund Husserl la va reconèixer com la primera lògica extensional escrita en alemany. També va tenir notable influencia en els matemàtics espanyols Zoel García de Galdeano i Ventura Reyes Prósper.
Però la seva obra més important va ser Vorlesungen über die Algebra der Logik: Exakte Logik (Lliçons sobre l'àlgebra de la lògica: lògica exacta), publicat en tres volums a partir de 1790; una segona part del volum 2 va aparèixer de forma pòstuma. La obra es divideix, doncs, com segueix:
- Primer Volum (1890): Introducció, lliçons 1 a 14 i apèndix 1 a 6.
- Segon Volum, Primera Part (1891): Lliçons 15 a 23.
- Segon Volum, Segona Part (1905): Lliçons 24 a 27 i apèndix 7 i 8.
- Tercer Volum, Primera part (i única) (1895): Lliçons 1 a 12 i esquemes 1 i 2.

En el primer volum, utilitzant la terminologia i símbols d'anteriors obres seves, introdueix les propietats bàsiques dels dominis a través d'una varietat donada, amb una relació bàsica de subsunció.
El segon volum està dedicat al càlcul proposicional; el pas des del càlcul de classes al càlcul proposicional es fa canviant la interpretació bàsica de les fórmules utilitzades.
El tercer volum sobre l'àlgebra i la lògica de les relacions és, probablement, la seva aportació més important, desenvolupant la teoria de Peirce.
Tot i la seva rellevància, la tradició algebraica de la lògica, que Schröder (i Peirce) representaven, va ser eclipsada, a començaments del segle vint, per la lògica matemàtica de Peano, Whitehead, Russell i Frege.